# José Manuel Alcocer Bernés
José Manuel Alcocer Bernés (San Francisco de Campeche, 22 de diciembre de 1952) es un historiador mexicano. Realizó sus estudios profesionales en la Universidad Nacional Autónoma de México en la Licenciatura en Historia, obteniendo la Mención Honorífica. Posteriormente estudió en la Universidad Autónoma de Campeche la especialidad en la Enseñanza de la Historia. Sus estudios de posgrado son una Maestría en Educación Superior en el Área de acentuación en Historia por la Universidad Autónoma de Campeche y Doctorado en Historia por la Universidad Nacional Autónoma de México.
Desde 1994 ocupa el cargo de Cronista de la Ciudad en el Ayuntamiento de Campeche.

## Publicaciones
- 2001 Artículo publicado en Revista presentación del libro durante el período colonial en Gaceta Universitaria, Año XI, Número 62, Diciembre de 2001.

- 2001 “Campeche: Conquista y colonización” en desarrollo Empresarial, Num. 43.
- 2002 “El Colegio Clerical de San Miguel de Estrada 1823-1859”, Campeche, México.
- 2002 “El Carnaval” en Gaceta Universitaria, Año XI, Núm. 63.
- 2002 “El Carnaval” en Desarrollo Empresarial, Año VI, Núm.54.
- 2002 “La Evangelización en México” en Desarrollo Empresarial, Año VI, Núm.56.
- 2002 “El Art. Decó” en Gaceta Universitaria, Año XII, Núm. 66.

## Reconocimientos
- 2004 Reconocimiento por su participación en el Festival Santiago de Querétaro.
- 29-Sep-2004 Reconocimiento por su participación en el programa radiofónico “Habla el Pueblo”, con el tema “300 años de la construcción de la muralla” XEA.
- 16-Dic-2004 Por su participación como articulista en la Revista Desarrollo Empresarial. DECAM.
- 28-Enero-2005 Por su participación en el programa radiofónico “Habla el pueblo”, con el tema “El Carnaval en Campeche”. XEA.
- Mayo de 2005 Por su trayectoria académica y desempeño laboral durante 20 años de servicio, obteniendo con ello el aprecio y respeto de la comunidad universitaria. S.U.P.A.U.A.C.
- Mayo de 2005 Por sus 20 años de labor ininterrumpida en la Benemérita Institución del Instituto Campechano.
- Agosto-2005 Reconocimiento como Socio Fundador de la Sociedad Mexicana de Geografía y Estadística.
- Diciembre de 2005 Diploma por haber fungido como integrante del comité evaluador en el 2º Cabildo Juvenil del Municipio de Campeche.
- Mayo-2006 Por su trayectoria académica y desempeño laboral demostrado durante 20 años de servicio, obteniendo con ello el aprecio y respeto de la comunidad universitaria. S.U.P.A.U.A.C.
- 17 de agosto de 2006 Reconocimiento como Cronista de San Francisco de Campeche, por su destacada participación en la mesa Redonda “Los Cronistas y sus Funciones”. U.A.C.
- 22 de agosto de 2006 Reconocimiento por su destacada participación como miembro del H Jurado Calificador del Concurso Estatal de Fotografía “Así es Campeche”, promovido por esta Universidad. U.A.C.
- Septiembre de 2006 Diploma por haber concluido el Diplomado “Planeación Estratégica” con una duración estratégica de cincuenta horas, impartido por el MDE Miguel Ysrael Ramírez Sánchez, becado de la fundación Pablo García. Instituto Campechano.
- 13 Sep 2006 Reconocimiento por su destacada participación en el Debate Universitario con el tema “Arte Sacro: ¿Preservación o descuido?, realizado en el Centro Cultural y Deportivo Universitario en esta fecha.
- 13 Sep 2006 Reconocimiento por su participación en el programa televisivo y radiofónico “Habla en Pueblo”, con el tema “La Catedral”.
- 6-8 Dic 2006 Constancia por su participación como ponente de la plática “Centro Histórico de Campeche”, en la jornada socio-cultural, con motivo del día del Químico llevó a cabo el colegio de Químicos. Campeche, Cam.
- 5 Dic 2006 Reconocimiento por formar parte de la Junta Evaluadora del 3.er Cabildo Juvenil Municipal.
- Abril de 2007 Reconocimiento por su destacada participación en nuestra semana Cultural “Campeche Lindo…Campeche Limpio”. Colegio
- Guadalupe Victoria.
- 30 de agosto de 2007 Reconocimiento por su participación en el Coloquio Internacional Imperio Nación, Estado y Diversidad Cultural, en la mesa 4 Independencia y Diversidad. Universidad Nacional Autónoma de México, Facultad de Filosofía y Letras.
- 4 Dic 2007 al 6 de enero de 2008 Por su valiosa aportación de piezas artesanales para la exposición de Carey y Cuerno de toro, realizada en elCentro de Educación Continúa del IPN, en la Cd. de San Francisco de Campeche, Cam.
- 5 de junio de 2009 Por su participación en el taller de “Elaboración de Alimentos Campechanos”, en San Francisco de Campeche, Cam.
- 8- 9 de octubre de 2009 Por su participación como ponente en el coloquio “De científicos piratas y otros viajeros en el mundo maya peninsular”. Universidad Autónoma de Campeche y el Centro Peninsular en Humanidades y Ciencias Sociales de la Universidad Nacional Autónoma de México.
- 12 de marzo de 2010 Por su destacada labor como Cronista de Campeche. Sociedad Mexicana de Geografía y Estadística.
- 22-26 de abril de 2010 Por su participación en la XXIII Feria Nacional del Libro y Arte Universitario, realizada en el Ex templo San José.
- 2 de marzo al 18 de mayo de 2010 Por su participación en el curso de la “Independencia de México”, organizado por el Comité de la Conmemoración del Bicentenario del inicio del movimiento de Independencia. Gobierno del Estado.
- 14 de mayo de 2010 Por sus 25 años de labor ininterrumpida en el Benemérito Instituto Campechano.
- 18 de mayo de 2010 Por su asistencia al curso “La Independencia Nacional”, Instituto Nacional de Estudios Históricos de las Revoluciones de México.
- 4 de marzo al 20 de mayo de 2010 Por su participación en el curso de la “Revolución Mexicana”, organizado por el Comité de la Conmemoración del Bicentenario del inicio del movimiento de Independencia. Gobierno del Estado.
- 4 de marzo al 20 de mayo de 2010 Por su asistencia al curso “La Revolución Mexicana”, Instituto Nacional de Estudios Históricos de las Revoluciones de México.
- 1 de octubre de 2010 Por su participación en la “Reunión de Cronistas de Ciudades Mexicanas Patrimonio Mundial” de la Ciudad de Guanajuato.
- 26 de agosto al 17 de noviembre de 2010 Por su asistencia al curso “La Revolución Mexicana”, Instituto Nacional de Estudios Históricos de las Revoluciones de México.
- 26 de agosto al 18 de noviembre de 2010 Por su participación en el segundo curso de la Revolución Mexicana, realizado por el Gobierno del Estado de Campeche.
- 24 de agosto al 30 de Nov. 2010 Por su participación en el segundo curso de la Independencia de México, realizado por el Gobierno del Estado de Campeche.
- Noviembre de 2010 Por su participación en la aportación a la colección Bicentenario Campeche Solidario. Gobierno del Estado.
- 24 de agosto al 30 de noviembre de 2010 Por su participación al curso la Independencia de México, 1810-1821, realizado por el Instituto Nacional de Estudios Históricos de las Revoluciones de México.
- Noviembre de 2010 Por su participación como Ponente en la III Reunión Nacional de Cronistas de Ciudades Mexicanas del Patrimonio Mundial “Nuestras Ciudades y la Revolución Mexicana”, a través del Gobierno del Estado de Zacatecas.
- 2011 Por su participación en el taller “Metodología para aplicar las competencias en la práctica. Como hacer que los alumnos aprendan en el aula. Asoc. Mex. De Metodología de la Ciencia y la Investigación, A.C.
- 2011 Certificado por la donación de material bibliográfico al acervo de la Biblioteca Campeche.
- 5-14 de abril de 2011 Por su participación académica en la Feria de Libro, realizado en esta ciudad y puerto de Campeche, Cam. Universidad Autónoma de Campeche.
- Mayo de 2011 Por su trayectoria académica y desempeño laboral demostrado durante 25 años de servicio, obteniendo con ello el aprecio y respeto de la comunidad universitaria. Universidad Autónoma de Campeche.
- 22 de julio de 2011 Por su labor a favor de la cultura, a través de la colaboración en la investigación histórica del libro “Los Faros de Campeche, Guías de Luz”; Administración Portuaria Integral de Campeche, S.A. de C.V.
- Julio de 2011 Por su participación en el programa Agenda Desde lo local. Gobierno del Municipio de Campeche.
- 21-23 Sep 2011 Por su participación en la mesa magistral Las epidemias en las Ciudades Históricas. INAH Campeche.
- 27 Sep 2011 Por su participación en el Consejo Editorial de la gaceta del benemérito colegio Instituto Campechano.
- Octubre de 2011 Por su participación en la “Semana Cultural de la Campechanía”, por el Gob. del Municipio de Campeche, a través de la Dirección de Cultura y Fomento Artístico.
- Mayo de 2012 Por su participación en el primer encuentro de Cronistas del Estado de Campeche. Ayuntamiento del Municipio de Campeche, Cam.
- 30 de mayo al 1º Junio de 2012 Por su participación en el tercer Congreso Nacional de guía turística. Secretaría de Turismo del Estado de Campeche.
- 22-24 Oct 2012 Por su participación como ponente dentro del Congreso de Investigación Turística. Sría. de Turismo Federal, Centros de Estudios Superiores y el Instituto Campechano.
- 15-Oct 2012 Por haber obtenido Mención Honorífica en el Premio Marcos y Celia Maus. U.N.A.M., Fac. y Filosofía y Letras, Secretaría Académica y el Colegio de Historia.
- 30 de octubre de 2012 Por su participación como expositor en la Muestra de Altares de Día de Muertos “Hanal Pixán”, en el corredor Turístico de la calle 59. Gobierno Municipal de Campeche.
- 30-Nov-2012 Reconocimiento por haber participado en la exposición “La enseñanza del Dibujo en el siglo XIX en México”.
- 6 de diciembre de 2012 Por su colaboración como Jurado Calificador en el concurso “La Investigación para cambiar y mejorar”; Juntos por Campeche, A.C. Y La Universidad Autónoma de Campeche.
- 21-Junio-2013 Reconocimiento por su valiosa participación como panelista en el cierre de la Red de Padres e Hijos con aptitudes sobresalientes del ciclo escolar 2012-2013.